# 黑床杜父魚
黑床杜父魚（学名：Myoxocephalus niger）為輻鰭魚綱鮋形目杜父魚亞目杜父魚科床杜父魚屬的其中一種，為溫帶海水魚，分布於北太平洋俄羅斯堪察加半島西南部至白令海海域，棲息深度0-50公尺，體長可達27公分，棲息在底層水域，生活習性不明。
其种加词“niger”意为“黑色的”。